# Anne Katrin Matyssek
Anne Katrin Matyssek (* 1968 in Düsseldorf) ist eine deutsche Diplom-Psychologin und Sachbuchautorin.

## Leben
Anne Katrin Matyssek studierte Psychologie in Köln und promovierte 2002 an der Universität zu Köln mit dem Thema Umwelt und Gesundheit: Eine Studie zur Wahrnehmung und Bewältigung umweltbedingter Gesundheitsgefährdungen. Sie ist approbierte Psychotherapeutin mit den Schwerpunkten Gesprächspsychotherapie und Verhaltenstherapie. Seit 1998 arbeitet sie als Beraterin zu Betrieblichem Gesundheitsmanagement mit dem Schwerpunkt auf Führung und Fehlzeiten.
Ihre Bücher legen einen einheitlichen Fokus auf den Bereich Erhaltung und Förderung der psychosozialen Gesundheit durch mehr Wertschätzung im Betrieb.
Matyssek hatte für den Zeitraum von zwölf Jahren einen Lehrauftrag für „Gesundheitsgerechte Mitarbeiterführung“ an der Gottfried Wilhelm Leibniz Universität Hannover am Institut für interdisziplinäre Arbeitswissenschaft.
Sie ist Co-Autorin des für die Öffentliche Verwaltung erstellten KGSt-Berichts „Gesundheitsmanagement als Führungsaufgabe“. Matyssek ist Mitglied im Berufsverband Deutscher Psychologinnen und Psychologen (BDP e. V.) und im Fachverband Psychologie für Arbeitssicherheit und Gesundheit e. V. (PASiG e. V.).

## Publikationen
- Umwelt und Gesundheit: Eine Studie zur Wahrnehmung und Bewältigung umweltbedingter Gesundheitsgefährdungen. S. Roderer Verlag, Regensburg 2002, ISBN 978-3897833180. (Dissertation)
- Chefsache: Gesundes Team – gesunde Bilanz. Ein Leitfaden zur gesundheitsgerechten Mitarbeiterführung. Universum Verlag, Wiesbaden 2003, ISBN 3-89869-0946.
- Führungsfaktor Gesundheit. So bleiben Führungskräfte und Mitarbeiter gesund. Gabal Verlag, Offenbach 2007, ISBN 3-89749-7328.
- Gesund führen – sich und andere! BoD 2020, ISBN 978-3-8391-6126-5.
- Fehlzeiten im Griff. Das Handbuch für Führungskräfte. BoD 2020, ISBN 9783751979030.